# 4648 Тіріон
4648 Тіріон (4648 Tirion) — астероїд головного поясу, відкритий 18 жовтня 1931 року.
Тіссеранів параметр щодо Юпітера — 3,487.